# 46 (număr)
46 (patruzeci și șase) este numărul natural care urmează după 45 și precede pe 47.

## În matematică
- Este un număr Wedderburn-Etherington.[1]
- Este un număr nonagonal.[2][3]
- Este un număr triunghiular centrat.[4]
- Este suma funcției φ(n) pentru primele douăsprezece numere întregi.[5]
- 46 este cel mai mare număr întreg care nu poate fi exprimat ca o sumă de două numere abundente.
- Este al șaisprezecelea număr semiprim.[6][7]

Deoarece este posibil să se găsească șiruri de 46+1 numere întregi consecutive astfel încât fiecare membru interior să împartă un factor comun fie cu primul, fie cu ultimul membru, 46 este un număr Erdős-Woods.

## În știință
- Numărul atomic de paladiului.
- Numărul de cromozomi umani. [7]
- Masa molară aproximativă a etanolului (46,07 g mol − 1)

### Astronomie
- Obiectul Messier 46, un roi deschis cu magnitudinea 6,5 din constelația Pupa.
- NGC 46, o stea din constelația Peștii.
- 46 Hestia este o planetă minoră.
- 46P/Wirtanen este o cometă periodică din sistemul solar.

## În sport
- Valentino Rossi, unul dintre cei mai de succes motocicliști din toate timpurile, folosește 46 ca număr în campionatul mondial de motociclete MotoGP și folosește acest număr în omagiu tatălui său de când a început să concureze de tânăr.
- Numărul de munți ai lanțului montan Adirondack. Oamenii care au urcat pe toți sunt numiți „patruzeci și șase”; există, de asemenea, un al 47-lea vârf neoficial.[9]
- Numele unei scheme defensive folosite în fotbalul american.

## În religie

Steagul statului Oklahoma (1911–1925)

- Totalul cărților din Vechiul Testament, versiunea catolică, dacă Plângerile lui Ieremia este considerată o carte separată de Cartea lui Ieremia.
- Numărul corespunzător cuvântului „ADAM” unde A = 1, D = 4, M = 40[10] (pe analogia valorilor numerice ale literelor din alfabetele antice, cum ar fi ebraica[11] și greaca[12]).

## Alte domenii
- Este prefixul telefonic internațional al Suediei.[13]
- Numărul de samurai din vendeta Akō, sau incidentul Genroku Akō.
- Cod 46, film din 2003 de Michael Winterbottom cu Tim Robbins și Samantha Morton.
- Numărul mai multor autostrăzi din lume.
- Deoarece 46 în japoneză poate fi pronunțat ca „yon roku”, iar „yoroshiku” （よろしく） înseamnă „cele mai bune salutări” în japoneză, oamenii folosesc uneori 46 pentru a se saluta.
- 46 este numărul mașinilor City Chevrolet și Superflo conduse de Cole Trickle în filmul Zilele tunetului (Days of Thunder).
- Numărul departamentului francez Lot.
- 46 este numărul care deblochează nava spațială Destiny în emisiunea Stargate Universe. Dr. Rush descoperă că numărul 46 se referă la numărul de cromozomi umani și începe secvențierea diferitelor coduri genetice pentru a obține în cele din urmă controlul sistemului de operare al navei. Episodul s-a numit „Oameni” ("Humans").
- Numărul de pe primul steag al Oklahomei (înlocuit în 1925), semnificând faptul că Oklahoma a fost al 46-lea stat care s-a alăturat Statelor Unite ale Americii.
- Franciză japoneza de grupuri de idoli Sakamichi Series este formată din Nogizaka46, Keyakizaka46, Hinatazaka46 și Yoshimotozaka46.[14][15]